# Raimondo Rubí
Raimondo Rubí y Boxadors, (o anche Rubí e Boxades) (Barcellona, 1665 – Catania, 20 gennaio 1729), è stato un vescovo cattolico spagnolo.

## Biografia
Fu un religioso consacrato dell'Ordine Certosino, fu priore della Certosa di Milano e secondo il Bentivegna sarebbe stato vescovo in Catalogna. Ebbe vincoli di parentela con i Paternò-Castello e fu indicato come vescovo di Catania dall'imperatore Carlo VI il 9 marzo 1727. Fu nominato vescovo di Catania il 26 novembre e consacrato vescovo da papa Benedetto XIII l'8 dicembre dello stesso anno, co-consacranti Francesco Antonio Finy, arcivescovo titolare di Damasco, e Vincenzo Maria Mazzoleni, arcivescovo di Corfù. Arrivò a Catania il 21 febbraio 1728, ma morì il 20 gennaio del seguente anno e fu sepolto nella Cattedrale di Catania. Fu un personaggio di alta valenza culturale, come mostrano alcuni sentiti elogi funebri, che poi furono pubblicati a stampa.

## Genealogia episcopale
La genealogia episcopale è:
- Cardinale Scipione Rebiba
- Cardinale Giulio Antonio Santori
- Cardinale Girolamo Bernerio, O.P.
- Arcivescovo Galeazzo Sanvitale
- Cardinale Ludovico Ludovisi
- Cardinale Luigi Caetani
- Cardinale Ulderico Carpegna
- Cardinale Paluzzo Paluzzi Altieri degli Albertoni
- Papa Benedetto XIII
- Vescovo Raimondo Rubí